# Clan Soga
El clan Soga (蘇我氏 Soga uji?) fue uno de los clanes más poderosos del período Asuka de los primeros estados japoneses y desempeñó un papel importante en la expansión del budismo. A lo largo de los siglos quinto y séptimo, el clan Soga monopolizó el rango kabane o hereditario de Gran Omi y fue la primera de muchas familias en dominar la casa imperial de Japón al influir en el orden de sucesión e influir en la toma de decisiones del gobierno

## Soga no Iname

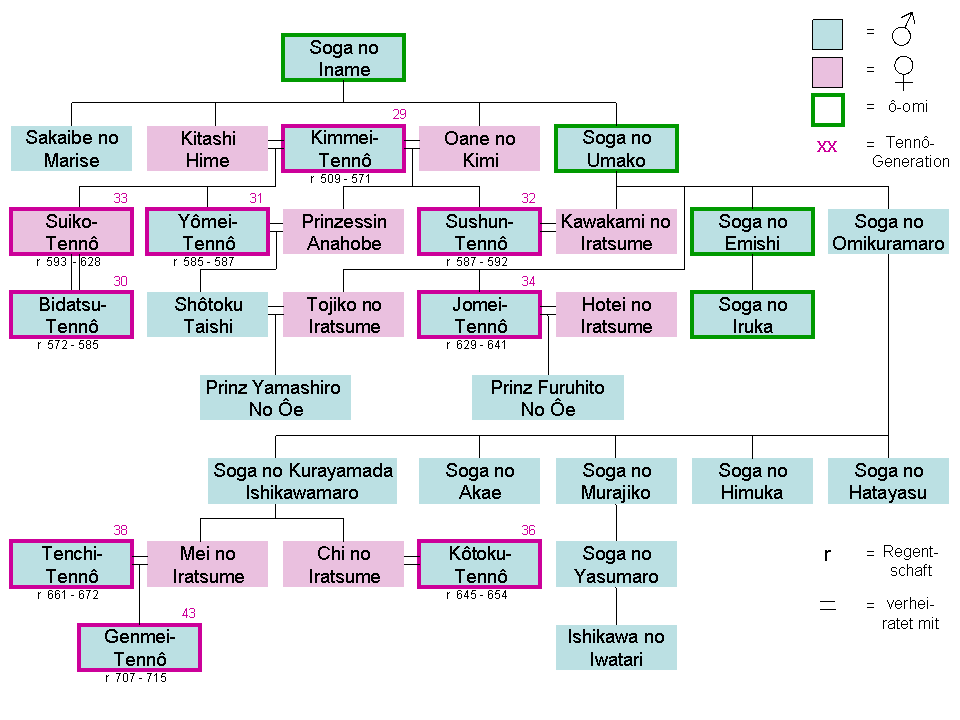
Árbol genealógico del clan Soga

Soga no Iname sirvió de Gran Ministro desde 556 AD hasta su muerte en 570 AD, fue el primer miembro del Clan Soga en poseer una influencia dominadora sobre el trono imperial por medio de alianzas matrimoniales, casó a dos de sus hijas con el Emperador Kimmei, una de ellas sería madre del Emperador Yomei. Los siguientes cinco emperadores tendrían una esposa o madre descendiente de Soga no Imane. De esta forma, el clan Soga unificaría y fortalecería el país poniendo al Emperador como un símbolo espiritual mientras ellos se encargaban todos los asuntos gubernamentales.

## Conexiones con el budismo y la península de Corea
El clan Soga hizo un contacto muy particular con los otros países, en especial coreanos y chinos. Ellos favorecieron la introducción del budismo y de los modelos confucionistas chinos en los aspectos culturales y gubernamentales de la corte. Los ancestros de Soga no Iname, Soga no Koma y Soga no Karako, hacen uso  en sus nombres de los caracteres chinos utilizados en los reinos de Goguryeo y la Confederación Gaya, países que conformaban la península coreana respectivamente.
El clan Soga apoyó la difusión del budismo predicado por los monjes provenientes de Baekje (Japonés Kudara).  Muchos japoneses de ese tiempo miraron con desconfianza la nueva religión creyendo que podía ser una ofensa contra las creencias tradicionales de los Kami o espíritus divinos. Los clanes rivales Mononobe y Nakatomi aprovecharon el esparcimiento de una peste para darle una mala imagen a esa nueva religión que acababa de traer una nueva estatua de Buda al país. Se dijo que la pandemia se debía a la ira divina causada por la aceptación de esta nueva religión, en consecuencia el templo del Clan Soga en el palacio imperial fue incendiado.
En la era de influencia de Soga no Umako, la capital fue transferida temporalmente al Palacio de Kudara (Llamado así en honor a un palacio en Baekje) en lo que se conoce actualmente como Kōryō, Nara.
La familia Soga, a pesar de todas las adversidades, siguió creyendo firmemente en el budismo, ya que pensaban que los pueblos civilizados eran budistas y para demostrarlo pusieron una imagen sagrada de gran tamaño de Buda en un importante templo sintoísta. Soga no Iname exclamó que el budismo había traído una nueva forma de gobierno que acabaría con la independencia de los clanes, unificando a la  población bajo la figura del Emperador. Después de cincuenta años de guerra ideológica, el budismo, protegido y difundido por el clan Soga comenzó a tener su lugar en Japón.

## Asertividad política y reaccionar
En el 644 AD, los jefes del clan Soga no estaban satisfechos con actuar en la política detrás de escena. Soga no Emishi y su hijo Soga no Iruka empezaron a construir con mayor frecuencia palacios y tumbas ceremoniales para ellos, proclamándose "soberanos".
En consecuencia, el líder del clan Nakatomi, Nakatomi no Kamatari (conocido posteriormente como el fundador del clan Fujiwara y se lo conoció tradicionalmente como Fujiwara no Kamatari), conspiró con Soga no Kurayamada no Ishikawa no Maro y el Príncipe Naka no Ōe (posteriormente Emperador Tenji) y planearon el asesinato de Iruka. El Príncipe Ōe en persona atacó a Iruka durante una ceremonia de la corte donde se trataban edictos provenientes de los reinos coreanos en frente de la Emperatriz Kōgyoku; Iruka sobrevivió, pero al irse la emperatriz de la escena, los guardias del Príncipe terminaron con la vida de Iruka. Simultáneamente, Soga no Emishi se suicidó quemando su propia residencia y destruyendo, de este modo, una enorme cantidad de documentos gubernamentales de enorme importancia. Los seguidores del clan Soga se dispersaron o fueron masacrados. La emperatriz abdicó y su hermano ocupó el trono como el Emperador Kōtoku. Así, terminó la influencia del clan Soga sobre la familia imperial y dos años el emperador promulgó la reforma Taika, devolviéndole completamente el poder político al emperador. Este evento tajante y transformador es conocido como el Incidente Isshi.

## Legado
En 2005 se encontraron en Nara los restos de un edificio que podría ser la residencia de Soga no Iruka. El descubrimiento podría ser acertado, ya que el edificio concuerda completamente con la descripción encontrada en el Nihon Shoki.